# Кубок Чано
Ку́бок Ча́но (італ. Coppa Ciano) або Ку́бок Монтене́ро (італ. Coppa Montenero — Кубок Чорногори) — відомі автомобільні перегони в Італії. Назва «Кубок Чано» використовувалась у 1927—1939 роках.

## Історична довідка
Починаючи з перших змагань, автомобільні перегони в Італії стали дуже популярними. Відразу після Першої світової війни було побудовано декілька гоночних трас. Варто відзначити, що серед них була траса Montenero Circuit у Ліворно, що стала домашньою для щорічного змагання за Кубок Монтенеро з 1921 року. На початках у перегонах брали участь лише місцеві гонщики і організатори мали серйозні фінансові проблеми. Але у 1923 році турнір був узятий під контроль Автомобільним клубом Італії, що убезпечило його від банкрутства.
У 1927 році в Ліворно з'явився морський герой і політик Костанцо Чано (італ. Costanzo Ciano), який придумав і проспонсорував трофей за перемогу — кубок Чано. На початку трофей вручався за перемоги в гонках через тиждень після Кубка Монтенеро. Але у 1929 році Кубок Чано став головною подією, і з цього часу ця назва стала загальноприйнятою.
Гонщик Еміліо Матерассі вигравав перегони 4 рази підряд у 1925—1928 роках, за що заслужив прізвисько «Король Монтенеро».
У тридцяті роки італійський гонщик член зали Слави Таціо Нуволарі вигравав гонку п'ять разів, більше ніж будь-хто. Особливо значимою стала перемога у 1936 році, де він обійшов потужні німецькі автомобілі. Ця перемога стала однією з причин включення траси Монтенеро до Гран-прі Італії в 1937 році, замість використовуваної зазвичай Монци.
У 1939 році гонки в класі «Вуатюретт» були постійними. Остання пройшла перед Другою світовою війною, потім гонки перервалися на багато років.
У 1947 році пройшли 20-ті фінальні перегони Кубка Монтенеро на автомобилях 1500 см³ без турбонаддуву. Через зв'язки Костанцо Чано з фашистським режимом перегони перестали називатись Кубком Чано.

## Переможці Кубка Чано
| Рік        | Переможець                           | Клас                          | Автомобіль               | Назва перегонів                                                 |
| ---------- | ------------------------------------ | ----------------------------- | ------------------------ | --------------------------------------------------------------- |
| 1947       | Франко Вентурі                       | 1500 куб.см. без турбонаддуву | Cisitalia D46 — Fiat     | XX Coppa Montenero                                              |
| 1940- 1946 | Не проводився                        | Не проводився                 | Не проводився            | Не проводився                                                   |
| 1939       | Джузеппе Фаріна                      | Вуатюретт"                    | Alfa Romeo 158           | XIII Coppa Ciano XIX Circuito Montenero                         |
| 1938       | Герман Ланг                          | Гран-прі                      | Mercedes-Benz W154       | XII Coppa Ciano XVIII Circuito Montenero                        |
| 1937       | Рудольф Караччіола                   | Гран-прі                      | Mercedes-Benz W125       | XV Gran Premio d'Italia* XI Coppa Ciano XVII Circuito Montenero |
| 1936       | Таціо Нуволарі Карло Марія Пінтакуда | Гран-прі                      | Alfa Romeo 8C-35         | X Coppa Ciano XVI Circuito Montenero                            |
| 1935       | Таціо Нуволарі                       | Гран-прі                      | Alfa Romeo Tipo-B 'P3'   | IX Coppa Ciano XV Circuito Montenero                            |
| 1934       | Акілле Варці                         | Гран-прі                      | Alfa Romeo Tipo-B 'P3'   | VIII Coppa Ciano XIV Circuito Montenero                         |
| 1933       | Таціо Нуволарі                       | Гран-прі                      | Maserati 8CM             | VII Coppa Ciano XIII Circuito Montenero                         |
| 1932       | Таціо Нуволарі                       | Гран-прі                      | Alfa Romeo Tipo-B 'P3'   | VI Coppa Ciano XII Circuito Montenero                           |
| 1931       | Таціо Нуволарі                       | Гран-прі                      | Alfa Romeo 8C 2300 Monza | V Coppa Ciano XI Circuito Montenero                             |
| 1930       | Луїджі Фаджолі                       | Гран-прі                      | Maserati Tipo 26M        | IV Coppa Ciano X Circuito Montenero                             |
| 1929       | Акілле Варці                         | Гран-прі                      | Alfa Romeo P2            | III Coppa Ciano IX Circuito Montenero                           |
| 1928       | Еміліо Матерассі                     | Гран-прі                      | Talbot 700               | VIII Coppa Montenero                                            |
| 1928       | Mario Razzauti                       | Спорткари                     | Alfa Romeo 6C-1500       | II Coppa Ciano                                                  |
| 1927       | Еміліо Матерассі                     | Гран-прі                      | Bugatti T35C             | VII Coppa Montenero                                             |
| 1927       | Аттільо Маріноні                     | Спорткари                     | Alfa Romeo 6C-1500       | I Coppa Ciano                                                   |
| 1926       | Еміліо Матерассі                     | Гран-прі                      | Itala Spl                | VI Coppa Montenero                                              |
| 1925       | Еміліо Матерассі                     | Гран-прі                      | Itala Spl                | V Coppa Montenero                                               |
| 1924       | Ренато Балестреро                    | Гран-прі                      | OM 665                   | IV Coppa Montenero                                              |
| 1923       | Mario Razzauti                       | Гран-прі                      | Ansaldo 2000             | III Coppa Montenero                                             |
| 1922       | Carlo Masetti                        | Гран-прі                      | Bugatti 37 1500          | II Coppa Montenero                                              |
| 1921       | Карло Лотті                          | Гран-прі                      | Ansaldo 2000             | I Coppa Montenero                                               |

* У 1937 році перегони мали статус Гран-прі Італії